# قائمة البنوك في تونس
المؤسسات المالية التونسية هي كافة المؤسسات التي تتعلق بالعملة التونسية سواءً كانت حكومية أو بنوك خاصة أو شركات مالية أو غيرها.

## أكبر المصارف
| الرتبة | الشركة                          | صافي المنتجات المصرفية في 2014 (آلاف الدولارات) | إجمالي الميزانية في 2014 (آلاف الدولارات) |
| ------ | ------------------------------- | ----------------------------------------------- | ----------------------------------------- |
| 1      | بنك تونس العربي الدولي          | 000 261                                         | 000 685 4                                 |
| 2      | البنك الوطني الفلاحي            | 000 204                                         | 000 805 4                                 |
| 3      | التجاري بنك                     | 000 141                                         | 000 839 2                                 |
| 4      | الشركة التونسية للبنك           | 000 140                                         | 000 929 3                                 |
| 5      | بنك الأمان                      | 000 135                                         | 000 279 4                                 |
| 6      | بنك الإسكان                     | 000 132                                         | 000 346 3                                 |
| 7      | البنك التونسي                   | 000 105                                         | 000 157 2                                 |
| 8      | الاتحاد الدولي للبنوك           | 000 105                                         | 000 153 2                                 |
| 9      | البنك العربي لتونس              | 000 93                                          | 000 696 2                                 |
| 10     | الاتحاد البنكي للتجارة والصناعة | 000 81                                          | 000 519 1                                 |

## القائمة
أهم المؤسسات هي بنك إصدار العملة التونسية وهو البنك المركزي التونسي

## البنوك الايداعية
- الاتحاد البنكي للتجارة والصناعة
- الاتحاد الدولي للبنوك
- بنك الأمان • بنك الإسكان
- البنك التونسي
- البنك التونسي القطري
- البنك التونسي الكويتي
- البنك التونسي الليبي
- البنك التونسي للتضامن
- بنك تونس العربي الدولي
- بنك تونس والإمارات
- البنك العربي لتونس
- البنك الفرنسي التونسي
- البنك الوطني الفلاحي
- التجاري بنك
- الشركة التونسية للبنك
- مصرف الزيتونة
- بنك البركة
- بنك الوفاق

## بنوك الأعمال
- بنك الأعمال المغاربي
- بنك تونس للأعمال

## بنوك التنمية
- بنك التعاون للمغرب العربي
- الشركة التونسية السعودية للاستثمار الإنمائي

## شركات الإيجار المالي
- الاتحاد التونسي للإيجار المالي
- بيت الإيجار المالي التونسي السعودي
- حنبعل للإيجار المالي
- التونسية للإيجار المالي
- التجاري للإيجار المالي
- العربية التونسية للإيجار المالي
- العربية العالمية للإيجار المالي
- العصرية للإيجار المالي
- المؤسسة العالمية للإيجار المالي
- الوفاق للإيجار المالي

## البنوك غير المقيمة
- مصرف تونس الخارجي
- بنك تونس العالمي
- بيت التمويل التونسي السعودي
- سيتي بنك
- مصرف شمال إفريقيا الدولي
- المؤسسة المصرفية العربية

## وصلات خارجية
- (بالعربية) (بالفرنسية) (بالإنجليزية) البنك المركزي التونسي نسخة محفوظة 1 يوليو 2010 على موقع واي باك مشين..